# Ludvik VII. Francoski
Ludvik VII. Mlajši, (francosko Louis le Jeune), francoski kralj, * 1120, † 18. september 1180, Melun, Seine-et-Marne.
Sin kralja Ludvika VI. Debelega. Za naslednika je bil imenovan po očetovi smrti leta 1131. Leta 1137 se je poročil z Eleonoro Akvitansko in za doto dobil Akvitanijo. Pomagal je papežu Aleksandru II. V njegovem sporu z Friderikom II. Barbarosso. Sprl se je s papežem Inocencem II., ker je za škofa v Bourgesu želel uveljaviti svojega kandidata. Z nemškim kraljem Konradom III. je odšel na drugi križarski pohod (1147-1149), toda dosegel ni ničesar. Med njegovo odsotnostjo je vladal namestnik, škof iz Saint-Denisa. Leta 1512 je odslovil ženo Eleonoro, ki se je kasneje poročila z angleškim kraljem Henrikom II., tudi gospodarjem Normandije in pokrajine Anjou. Ta je nato osvojil tudi Akvintanijo. S Henrikom II. se je 1152-1174 večkrat spopadel, vendar brez večjega uspeha. Nasledil ga je sin Filip II., ki ga je imel z Matildo Spanheimsko, plemkinjo iz rodu koroških Spanheimov.